# Dibrachys lignicola
Dibrachys lignicola är en stekelart som beskrevs av Graham 1969. Dibrachys lignicola ingår i släktet Dibrachys och familjen puppglanssteklar. Arten är reproducerande i Sverige. Inga underarter finns listade i Catalogue of Life.